# Xénia Siska
Xénia Siska, madžarska atletinja, * 3. november 1957, Budimpešta, Madžarska.
Nastopila je na poletnih olimpijskih igrah leta 1980, ko se je uvrstila polfinale teka na 100 m z ovirami. Na svetovnih dvoranskih prvenstvih je osvojila naslov prvakinje v teku na 60 m z ovirami leta 1985.